# Sintema emiliano-romagnolo inferiore
Il sintema emiliano-romagnolo inferiore o AEI è un'unità stratigrafica deposta in ambienti sedimentari di piana costiera, bacino interfluviale e conoide distale. 
È costituita prevalentemente da depositi limosi e limoso argillosi, di colore tipicamente grigio azzurrognolo, nei quali si intercalano livelli ghiaiosi che, in corrispondenza dei paleo-conoidi fluviali principali, possono diventare localmente preponderanti. Quest'ultima litofacies si trovano solitamente in banchi, spessi alcuni metri, massivi o con stratificazione piano-parallela debolmente espressa, intervallati da strati decimetrici più argillosi e di colore scuro. Sono frequenti i livelli ricchi in sostanza organica (prevalentemente frustoli carboniosi) e con presenza di macrofossili di ambiente continentale (gasteropodi a guscio sottile).
Il contatto di base con i sottostanti depositi del Supersintema Quaternario Marino è netto o erosivo e discordante.